# Virginia Railway Express
Il Virginia Railway Express è il servizio ferroviario suburbano a servizio della Virginia settentrionale, parte dell'area metropolitana di Washington. Si compone di due linee, Manassas e Fredericksburg, gestite dalla Keolis per conto della Northern Virginia Transportation Commission e della Potomac and Rappahannock Transportation Commission.
La prima linea del Virginia Railway Express ad entrare in servizio fu la linea Manassas, attivata il 22 giugno 1992. Un mese dopo, il 20 luglio, entrò invece in servizio la linea Fredericksburg. Il 16 novembre 2015, la linea Fredericksburg è stata prolungata fino alla nuova stazione di Spotsylvania.

## La rete
| Linea                | Percorso                     | Apertura | Ultima estensione | Lunghezza | Stazioni |
| -------------------- | ---------------------------- | -------- | ----------------- | --------- | -------- |
| Linea Fredericksburg | Union Station ↔ Spotsylvania | 1992     | 2015              | 56 km     | 12       |
| Linea Manassas       | Union Station ↔ Broad Run    | 1992     | -                 | 89 km     | 10       |

Nei giorni feriali entrambe le linee si compongono di 16 corse, 8 per direzione, per un totale di 32 corse giornaliere. Durante i fine settimana le corse sono dimezzate a un totale di 16, 8 sulla linea Fredericksburg e 8 sulla linea Manassas.